# Campeonato Mundial de Atletismo Sub-20 de 2021 - Salto em altura masculino
A prova do salto em altura masculino do Campeonato Mundial de Atletismo Sub-20 de 2021 ocorreu no dia 21 de agosto de 2021 no Centro Esportivo Internacional Moi, em Nairóbi, no Quênia. 

## Recordes
Antes desta competição, os recordes mundiais e do campeonato nesta prova eram os seguintes:
|       | Nome                       | Nacionalidade            | Altura | Local        | Data                                        |
| ----- | -------------------------- | ------------------------ | ------ | ------------ | ------------------------------------------- |
| WU20R | Dragutin Topić Steve Smith | Iugoslávia · Reino Unido | 2.37 m | Plovdiv Seul | 12 de agosto de 1990 20 de setembro de 1992 |
| CR    | Dragutin Topić Steve Smith | Iugoslávia · Reino Unido | 2.37 m | Plovdiv Seul | 12 de agosto de 1990 20 de setembro de 1992 |
| WU20L | Wu Guobiao                 | China                    | 2.27 m | Nanquim      | 15 de maio de 2021                          |

## Medalhistas
| Ouro                      | Prata                   | Bronze                     |
| Yonathan Kapitolnik (ISR) | Massimiliano Luiu (ITA) | Mateusz Kołodziejski (POL) |

## Cronograma
Todos os horários são locais (UTC+3). 
| Data         | Hora  | Evento |
| ------------ | ----- | ------ |
| 21 de agosto | 15:55 | Final  |

## Resultado final
A prova final foi realizada no dia 21 de agosto às 15:55. 
| Posição           | Atleta                     | Nacionalidade | 2.00 | 2.06 | 2.10 | 2.14 | 2.17 | 2.19 | 2.21 | 2.26 | 2.31 | Resultado | Notas           |
| ----------------- | -------------------------- | ------------- | ---- | ---- | ---- | ---- | ---- | ---- | ---- | ---- | ---- | --------- | --------------- |
| Medalha de ouro   | Yonathan Kapitolnik        | Israel        | –    | o    | o    | o    | o    | o    | –    | o    | xxx  | 2.26      | Recorde pessoal |
| Medalha de prata  | Massimiliano Luiu          | Itália        | o    | o    | o    | o    | o    | xxx  |      |      |      | 2.17      | Recorde pessoal |
| Medalha de bronze | Mateusz Kołodziejski       | Polónia       | o    | o    | o    | o    | xxo  | xxx  |      |      |      | 2.17      |                 |
| 4                 | Omamuyovwi Best Erhire     | Nigéria       | –    | o    | o    | o    | xxx  |      |      |      |      | 2.14      |                 |
| 5                 | Brian Raats                | África do Sul | –    | xo   | xo   | xxo  | xxx  |      |      |      |      | 2.14      |                 |
| 6                 | Roman Petruk               | Ucrânia       | –    | xo   | o    | xxx  |      |      |      |      |      | 2.10      |                 |
| 7                 | Jakub Bělík                | Chéquia       | o    | xxo  | o    | xxx  |      |      |      |      |      | 2.10      |                 |
| 8                 | David Aya                  | Nigéria       | xo   | o    | xo   | xxx  |      |      |      |      |      | 2.10      |                 |
| 9                 | Martin Mlinarić            | Croácia       | o    | o    | xxx  |      |      |      |      |      |      | 2.06      |                 |
| 9                 | Sid Markus Imani Varland   | Quênia        | o    | o    | xxx  |      |      |      |      |      |      | 2.06      | Recorde pessoal |
| 11                | Sandro Jeršin Tomassini    | Eslovênia     | xo   | o    | xxx  |      |      |      |      |      |      | 2.06      |                 |
| 12                | Kristján Viggó Sigfinnsson | Islândia      | –    | xo   | x-   | xx   |      |      |      |      |      | 2.06      | Recorde pessoal |
| 13                | Sámuel Hodossy-Takács      | Hungria       | o    | xxx  |      |      |      |      |      |      |      | 2.00      |                 |
| 14                | Aiden Grout                | Canadá        | –    | xxx  |      |      |      |      |      |      |      | NM        |                 |

Legenda
| Recorde mundial       | Recorde mundial (World record)               |                       | Recorde africano                      | Recorde africano (African) |                                           | Q | Classificado por posição (Qualified) |
| Recorde do campeonato | Recorde do campeonato (Championship record)  | Recorde da América    | Recorde da América (Americas)         | q                          | Classificado por melhor tempo (Qualified) |   |                                      |
| Melhor marca do ano   | Melhor marca do ano (World leading)          | Recorde asiático      | Recorde asiático (Asian)              | DNS                        | Não largou (Did not start)                |   |                                      |
| Recorde nacional      | Recorde nacional (National record)           | Recorde europeu       | Recorde europeu (European)            | DNF                        | Não terminou (Did not finish)             |   |                                      |
| Recorde pessoal       | Recorde pessoal do atleta (Personal best)    | Recorde da Oceania    | Recorde da Oceania (Oceania)          | DSQ / DQ                   | Desclassificado (Disqualified)            |   |                                      |
| Recorde da temporada  | Recorde da temporada do atleta (Season best) | Recorde sul-americano | Recorde sul-americano (South America) | NM                         | Sem marca (No mark)                       |   |                                      |